# Tre studi di Lucian Freud
Tre studi di Lucian Freud (Three Studies of Lucian Freud) è un trittico di Francis Bacon realizzato nel 1969.

## Storia
Le tele furono dipinte al Royal College of Art a Londra nel 1969 dopo che lo studio di Bacon fu distrutto in un incendio. Bacon e Lucian Freud erano grandi amici e si dipingevano spesso l'un l'altro, tanto che Bacon dipinse Freud in un altro trittico nel 1966 che però andò distrutto. Il trittico fu esposto per la prima volta alla Galleria d'arte Galatea a Torino nel 1970 e conseguentemente al Grand Palais di Parigi dal 1971 al 1972. Le opere vennero poi, a metà degli anni settanta, vendute separatamente facendone finire una a Roma una a Parigi e una in Giappone. La divisione del trittico fece indispettire Bacon in quanto riteneva che i tre quadri non dovessero essere separati. A metà degli anni ottanta un avvocato romano proprietario di una delle tre tele, di nome Francesco De Simone Niquesa, impiegò 15 anni a convincere gli altri possessori delle tele a vendergliele in modo da riformare il trittico. Furono esposti per la prima volta tutti e tre insieme, da quando vennero divisi, nel 1999 a New Haven. Nel 2013 vennero battuti all'asta per 142,4 milioni di dollari americani da Christie's a New York battendo il precedente record, che era detenuto da L'urlo di Edvard Munch venduto nel maggio del 2012, il dipinto più costoso mai venduto. Anche se Christie's non ha rivelato l'identità dell'acquirente, il Wall Street Journal e il New York Times hanno dichiarato che si trattasse di Elaine Pascale Wynn.

## Descrizione dell'opera
Ogni dipinto del trittico rappresenta Lucian Freud seduto su una sedia in legno con una figura sinuosa e tondeggiante, con un volto irriconoscibile e una posa diversa per ogni quadro. Il soggetto sembra rinchiuso in una gabbia composta da linee fini, spigolosa e lineare a forma di parallelepipedo culminante con la testata di un letto. Lo sfondo di colore giallo ocra dona alle opere una luce chiara, come molte altre opere del periodo dell'artista. 

## Nella cultura popolare
Il trittico ha ispirato la canzone Non me lo posso permettere, album Museica, del rapper italiano Caparezza.